# Los nuevos Mitos de Cthulhu
Los nuevos Mitos de Cthulhu es una antología de relatos de horror cósmico inspirada en el universo de Howard Phillips Lovecraft.

## Antología-homenaje
La antología, ideada y compilada por Rubén Serrano, pretende ser un homenaje al escritor de Providence y su obra.

Éste es el tributo conjunto de Nocte y Edge Entertainment a ese genio de lo misterioso y lo macabro, amante de la soledad, que vivió una segunda vida en sus sueños y nos dejó sus mitos para convertirse en mito él mismo. Porque, en su morada de Providence, Lovecraft, muerto, aguarda soñando... Y mientras, desde su tumba de R’lyeh, Cthulhu sigue llamando.
Rubén Serrano, en el prólogo del libro.

Esta obra colectiva cuenta con la participación de reconocidos autores de género fantástico, todos ellos pertenecientes a la Asociación Española de Escritores de Terror Nocte en el momento de la compilación del libro, como Santiago Eximeno, Emilio Bueso, Juan Ángel Laguna Edroso, Pedro Escudero Zumel, Miguel Puente, Miguel Ángel López Muñoz, Víctor Conde o Javier Quevedo Puchal, entre otros.

Un total de 14 autores, representantes del terror patrio, proponen un nuevo acercamiento a Lovecraft desde una óptica diferente, conservando en algunos casos el estilo original del maestro y, en otros, innovando completamente en fondo y forma.
Reseña en Nostromo.

El volumen, publicado por Edge Entertainment (editorial especializada en juegos de rol), vio la luz en 2011, coincidiendo con la salida al mercado de la nueva edición del juego La llamada de Cthulhu y su edición de coleccionista conmemorativa del 30.º aniversario.
El libro inauguró además la nueva línea editorial Edge Books de la editora de juegos, destinada a publicar nuevos títulos literarios relacionados con los Mitos.
La obra resultó finalista de los Premios Nocte 2012, que eran un reconocimiento a aquellas obras que por su calidad, temática y originalidad hubieran destacado dentro del campo de la literatura de terror a nivel nacional e internacional.

## Relatos
La obra consta de 14 relatos y un prólogo novelado:
- Prólogo, de Rubén Serrano
- El sueño de R’lyeh, de Ángel Luis Sucasas
- Innsmouth, Massachusetts, de Emilio Bueso
- La ventana en el altillo, de Miguel Puente Molins
- La Casa de Guernica, de Magnus Dagon
- Los acordes de Azathoth, de Juan Díaz Olmedo
- El ascenso, de José Alberto Arias
- March & Cía., de José María Tamparillas
- Algo pasa con las ratas de Butcher’s Hole, de Juan Ángel Laguna Edroso
- Sean bienvenidos… a su horrible final, de Roberto J. Rodríguez
- Puertas, de Julián Sánchez Caramazana
- YGST, de Javier Quevedo Puchal
- El supremo titiritero, de Pedro Escudero Zumel
- Alas nocturnas, de Víctor Conde
- Visita guiada a la ciudad sumergida, de Santiago Eximeno